# سیستم ترافعی
سیستم ترافعی (به انگلیسی: Adversarial system) سیستمی حقوقی است که در کشورهای کامن لا به کار رفته و در آن دو مدافع، نظریه یا دیدگاه حزب خود را در برابر یک فرد بی‌طرف که معمولاً قاضی یا هیئت منصفه است، ارائه می‌دهند. فرد بی‌طرف تلاش می‌کند تا حقیقت را استخراج و متناسب با آن حکم صادر کند. این شیوه حقوقی در تضاد با شیوه تفتیشی است که در نظام حقوقی مدنی رومی–ژرمنی به کار می‌رود و در آن قاضی، پرونده را بازرسی و تفتیش می‌کند.

## ویژگی‌های اصلی
از آنجایی که در سیستم ترافعی، متهم مجبور نیست که شواهد و مدارک ارائه کند، ممکن است وی به دست دادستان یا قاضی بازجویی نشود مگر این که خود او بخواهد مدارک و شواهدی را ارائه کند. اگر چه در صورتی که تصمیم به شهادت دادن بکند، خود را در معرض بازجویی متقابل قرار داده است و در صورت ارائه شواهد و مدارک دروغ ممکن است محکوم به گواهی دروغ شود.
بازجویی متقابل یکی از پایه‌ترین ویژگی‌های سیستم ترافعی است، زیرا که در نظام حقوقی مدنی رومی–ژرمنی اگر چه متهمان مجبور هستند که از خود دفاع کنند، ولی دفاعیه آنها به دست دادستان مورد بازجویی متقابل قرار نمی‌گیرد و لازم نیست که پیش از ارائه دفاعیات، به‌طور رسمی قسم بخورند. این ویژگی به مدافعین اجازه می‌دهد که نسخه خود از پرونده را ارائه کند بدون این که ترسی از قرار گرفتن در معرض بازجویی متقابل را داشته باشد. اگر چه، این بیشتر به این خاطر است که به جای دادستان، این قاضی است که متهم را مورد بازجویی و بازخواست قرار می‌دهد.
قاضی‌ها در سیستم ترافعی، بی‌طرف هستند تا زمین بازی عادلانه برای طرفین پرونده ایجاد شود. تصمیم قاضی برای انتخاب شواهدی که در دادگاه ارائه می‌شود با مشورت وکلا گرفته می‌شود و مبتنی بر احساسات و تصمیمات شخصی قاضی نیست. اگر چه در برخی از نظام‌های کامن لا، قاضی اختیارات بیشتری در تصمیم‌گیری این که چه شواهدی ارائه شود بازی می‌کنند.

## مقایسه با سیستم‌های تفتیشی
نام «سیستم ترافعی» ممکن است گمراه‌کننده باشد زیرا این نام‌گذاری این تصور را ایجاد می‌کند که تنها در این نوع سیستم است که دادستان و وکیل مدافع در برابر هم قرار می‌گیرند. این موضوع درست نیست و هم سیستم‌های ترافعی مدرن و هم تفتیشی قدرت‌های دولت را بین دادستان و قاضی تقسیم می‌کنند و به متهم حق داشتن وکیل را می‌دهند. در واقع ماده ۶ کنوانسیون اروپایی حقوق بشر و آزادی‌های بنیادین این ویژگی‌ها را در سیستم‌های حقوقی کشورهای امضاکننده الزامی می‌کند.
یکی از تفاوت‌های قابل‌توجه بین سیستم ترافعی و سیستم تفتیشی زمانی رخ می‌دهد که یک متهم جنایی به جرم خود اعتراف کند. در سیستم ترافعی دیگر مناقشه‌ای وجود ندارد و پرونده به مرحله صدور حکم می‌رود؛ هرچند در بسیاری از حوزه‌های قضایی متهم باید توضیحاتی درباره جرم خود ارائه دهد. اعترافی که به وضوح نادرست باشد حتی در دادگاه‌های کامن لا نیز پذیرفته نمی‌شود. در مقابل در سیستم تفتیشی اعتراف متهم تنها به‌عنوان یکی دیگر از حقایق به پرونده اضافه می‌شود و اعتراف متهم الزام دادستان به ارائه پرونده کامل را برطرف نمی‌کند. این موضوع امکان توافق بر سر اقرار را در سیستم‌های ترافعی فراهم می‌کند، امری که در سیستم تفتیشی دشوار یا غیرممکن است. در ایالات متحده، بسیاری از پرونده‌های جنایی جدی بدون محاکمه و از طریق چنین توافق‌هایی حل‌وفصل می‌شوند. توافق‌های اقراری در ۲۷ کشور دارای حقوق مدنی نیز در حال رایج شدن است.